# Bologna United Handball
El Bologna United Handball es un equipo de balonmano masculino de Bolonia, Italia, que actualmente milita en la Serie A d'Elite .

## Plantilla
| - 1 Samuele Mandelli - 2 Marcello Montalto - 3 Piero Di Leo - 5 Pasquale Maione - 7 Lazo Majnov - 8 Ezequiel Pardales - 9 Nicolas Lumello - 10 Enrico Cattai - 11 Enrico Pivetta |  | - 12 Matteo Pettinari - 14 Giulio Venturi - 15 Carlos Rossi - 18 Misel Sirotic - 19 Davide Ceso - 20 Filippo Ferretti - 22 Valerio Sampaolo - 23 Dino Zaniboni - 26 Pavel Stefan - 30 Alejo Juan Martín Carrara |